# Parti des femmes (Israël)
Pour les articles homonymes, voir Parti des Femmes.
Le Parti des femmes  (hébreu : מפלגת הנשים, Mifleget HaNashim) était un parti politique israélien mineur.

## Histoire
Le parti fut fondé avant les élections législatives de 1977, par des personnalités telles que l'Américano-Israélienne Marcia Freedman. Marcia Freedman était représentante à la Knesset pour le Ratz à l'issue des élections législatives de 1973, mais avait quitté le parti avec Aryeh Eliav pour fonder la Faction socialiste indépendante. Mais cette dernière ayant décidé de s'allier avec d'autres petits partis politiques de gauche (le Meri, le Moked et des membres des Black Panthers) afin de former le Camp de Gauche d'Israël, Marcia Freedman décida de fonder un nouveau parti féministe pour participer aux élections de 1977.
Cependant, le nouveau parti ne recueillit que 5 674 suffrages et faillit à dépasser le seuil électoral de 1 % et disparut par la suite. Marcia Freedman s'orienta vers le milieu caritatif, aidant à la création du centre pour femmes Kol HaIsha (Voix de la Femme) en 1979, puis retourna vivre aux États-Unis en 1981.